# Howard-Gletscher
Der Howard-Gletscher ist ein kleiner Gletscher unmittelbar westlich des Crescent-Gletschers in den Kukri Hills im ostantarktischen Viktorialand. Er fließt in nördlicher Richtung in das Taylor Valley.
Der US-amerikanische Glaziologe Troy L. Péwé (1918–1999) von der Arizona State University untersuchte den Gletscher im Dezember 1957. Er benannte ihn nach Arthur D. Howard (1906–1986), Geomorphologe der Stanford University und Glaziologe in Antarktika bei der Operation Highjump (1946–1947).